# Gynoplistia gingera
Gynoplistia gingera är en tvåvingeart som beskrevs av Günther Theischinger 1993. Gynoplistia gingera ingår i släktet Gynoplistia och familjen småharkrankar. Inga underarter finns listade i Catalogue of Life.